# L'Épinay-le-Comte
L'Épinay-le-Comte foi uma comuna francesa na região administrativa da Normandia, no departamento Orne. Estendia-se por uma área de 9,56 km². Em 2010 a comuna tinha 179 habitantes (densidade: 18,7 hab./km²).
Em 1 de janeiro de 2016, passou a formar parte da nova comuna de Passais-Villages.